# Gordon Pinsent
Gordon Pinsent (Grand Falls-Windsor, 12 luglio 1930 – Toronto, 25 febbraio 2023) è stato un attore, doppiatore e cantante canadese.

## Biografia
Pinsent, il più giovane di sei figli, nacque a Grand Falls, Terranova. La famiglia discendeva da immigrati del Kent e del Devon in Inghilterra, di religione anglicana. Durante l'infanzia, Gordon ebbe gravi problemi di rachitismo.
Iniziò a recitare in teatro negli anni '40 all'età di 17 anni. Lavorò poi alla radio, e in seguito in televisione e al cinema. All'inizio degli anni '50, prese una pausa dalla recitazione e si arruolò nell'esercito canadese, prestando servizio per circa quattro anni come soldato semplice nel Royal Canadian Regiment.
Si esibì in molte produzioni teatrali a Winnipeg, a Toronto e allo Stratford Festival.
Divenne poi una colonna portante della televisione canadese recitando nelle serie Quentin Durgens, M.P., A Gift to Last (da lui anche creata), The Red Green Show, Due South, Wind at My Back e Power Play
Nel suo lungo percorso cinematografico si ricordano in particolare due ruoli: quello del presidente degli Stati Uniti nel film fantascientifico Colossus: The Forbin Project, e quello del protagonista di Away from Her - Lontano da lei, il marito di una donna affetta dalla malattia di Alzheimer, impersonata da Julie Christie.
Fu a lungo attivo come doppiatore (tra i film da lui doppiati ci sono il film Babar e la serie Babar e le avventure di Badou) e si cimentò anche nella canzone, pubblicando un paio di album in età avanzata.
Pinsent è morto nel 2023, a 92 anni, per emorragia cerebrale.

## Vita privata
Da un suo giovanile e breve matrimonio, terminato col divorzio, nacquero i primi due figli, Barry e Beverley. Pinsent sposò poi l'attrice Charmion King nel 1962. Rimasero insieme fino alla morte di lei nel 2007. La coppia ebbe una figlia, Leah Pinsent, anche lei attrice.

## Filmografia parziale

### Cinema
- Il caso Thomas Crown (The Thomas Crown Affair), regia di Norman Jewison (1968)
- Colossus: The Forbin Project, regia di Joseph Sargent (1969)
- Blacula, regia di William Craine (1972)
- Jack London Story (Klondike Fever), regia di Peter Carter (1980)
- Babar (Babar: The Movie), regia di Alan Bunce (1989) - voce
- The Shipping News - Ombre dal profondo (The Shipping News), regia di Lasse Hallström (2002)
- Nothing, regia di Vincenzo Natali (2003)
- Away from Her - Lontano da lei (Away from Her), regia di Sarah Polley (2006)
- The Grand Seduction, regia di Don McKellar (2013)

### Televisione
- I rangers della foresta (1963-1965)
- Operazione ladro (It Takes a Thief) – serie TV, episodio 2x23 (1969)
- Giovani avvocati (The Young Lawyers) – serie TV, episodio 1x01 (1970)
- L'allegra banda di Nick (The Beachcombers) (1975-1978)
- Occhio al superocchio (1984)
- Babar (1989) - voce
- The Red Green Show (1991-2006)
- Street Legal (1993)
- Due poliziotti a Chicago (1994-1999)
- Wind at My Back (1996)
- Relic Hunter – serie TV, episodio 1x06 (1999)
- Sola nel buio (Blind Terror) (2001) - film tv
- Babar e le avventure di Badou (2010) - voce

## Doppiatori italiani
Nelle versioni in italiano dei suoi film, Gordon Pinsent è stato doppiato da:
- Oreste Rizzini in Colossus: The Forbin Project, The Shipping News - Ombre dal profondo, Away from Her - Lontano da lei
- Pietro Biondi in The Grand Seduction, Private Eyes
- Gino Donato in Il caso Thomas Crown

Da doppiatore è sostituito da:
- Romano Malaspina in Re Babar, Babar e le avventure di Badou
- Nando Gazzolo in Babar

## Discografia
- 2002: At the Rim of the Carol-Singing Sea (with The Newfoundland Symphony Youth Choir)[1]
- 2010: Down and Out in Upalong (with Travis Good and Greg Keelor)[2]